# Thin-le-Moutier
Thin-le-Moutier és un municipi francès situat al departament de les Ardenes i a la regió del Gran Est. L'any 2007 tenia 579 habitants.

## Demografia

### Població
El 2007 la població de fet de Thin-le-Moutier era de 579 persones. Hi havia 228 famílies de les quals 61 eren unipersonals (8 homes vivint sols i 53 dones vivint soles), 73 parelles sense fills, 82 parelles amb fills i 12 famílies monoparentals amb fills.
La població ha evolucionat segons el següent gràfic:
Habitants censats

### Habitatges
El 2007 hi havia 251 habitatges, 231 eren l'habitatge principal de la família, 10 eren segones residències i 9 estaven desocupats. 245 eren cases i 5 eren apartaments. Dels 231 habitatges principals, 191 estaven ocupats pels seus propietaris, 33 estaven llogats i ocupats pels llogaters i 8 estaven cedits a títol gratuït; 1 tenia una cambra, 2 en tenien dues, 24 en tenien tres, 69 en tenien quatre i 135 en tenien cinc o més. 182 habitatges disposaven pel capbaix d'una plaça de pàrquing. A 87 habitatges hi havia un automòbil i a 109 n'hi havia dos o més.

### Piràmide de població
La piràmide de població per edats i sexe el 2009 era:
| Homes | Edats   | Dones |
| ----- | ------- | ----- |
| 0     | 95 o +  | 0     |
| 0     | 90 a 94 | 4     |
| 8     | 85 a 89 | 0     |
| 8     | 80 a 84 | 4     |
| 8     | 75 a 79 | 16    |
| 20    | 70 a 74 | 20    |
| 4     | 65 a 69 | 20    |
| 12    | 60 a 64 | 12    |
| 8     | 55 a 59 | 8     |
| 20    | 50 a 54 | 16    |
| 16    | 45 a 49 | 20    |
| 16    | 40 a 44 | 16    |
| 20    | 35 a 39 | 24    |
| 8     | 30 a 34 | 4     |
| 12    | 25 a 29 | 16    |
| 16    | 20 a 24 | 8     |
| 20    | 15 a 19 | 32    |
| 20    | 10 a 14 | 12    |
| 20    | 5 a 9   | 8     |
| 12    | 0 a 4   | 0     |

## Economia
El 2007 la població en edat de treballar era de 340 persones, 245 eren actives i 95 eren inactives. De les 245 persones actives 221 estaven ocupades (134 homes i 87 dones) i 24 estaven aturades (7 homes i 17 dones). De les 95 persones inactives 26 estaven jubilades, 38 estaven estudiant i 31 estaven classificades com a «altres inactius».

### Ingressos
El 2009 a Thin-le-Moutier hi havia 239 unitats fiscals que integraven 572 persones, la mediana anual d'ingressos fiscals per persona era de 18.019,5 €.

### Activitats econòmiques
Dels 19 establiments que hi havia el 2007, 1 era d'una empresa extractiva, 1 d'una empresa alimentària, 4 d'empreses de construcció, 4 d'empreses de comerç i reparació d'automòbils, 1 d'una empresa de transport, 2 d'empreses d'hostatgeria i restauració, 1 d'una empresa d'informació i comunicació, 1 d'una empresa financera, 1 d'una empresa de serveis, 1 d'una entitat de l'administració pública i 2 d'empreses classificades com a «altres activitats de serveis».
Dels 7 establiments de servei als particulars que hi havia el 2009, 4 eren lampisteries, 2 perruqueries i 1 restaurant.
Dels 3 establiments comercials que hi havia el 2009, 1 era una botiga de més de 120 m², 1 una botiga de menys de 120 m² i 1 una fleca.
L'any 2000 a Thin-le-Moutier hi havia 19 explotacions agrícoles que ocupaven un total de 1.442 hectàrees.

## Equipaments sanitaris i escolars
El 2009 hi havia una escola elemental.

## Poblacions més properes
El següent diagrama mostra les poblacions més properes.